# Joy Lee Apartment Building and Annex
Joy Lee Apartment Building and Annex es un edificio de apartamentos histórico ubicado en la localidad de Carolina Beach, en el estado de Carolina del Norte (Estados Unidos). El edificio original fue construido en 1945 y es un edificio de bloques de hormigón de dos pisos y doble pilote cubierto con estuco. Cuenta con fantásticas balaustradas y paredes de concreto, y un pórtico centrado de inspiración art déco sobre la entrada principal agregado en 1957. En 1948 se construyó un anexo de estilo Movimiento Moderno de dos pisos de doble pila que comprende cuatro apartamentos.
Fue incluido en el Registro Nacional de Lugares Históricos en 1997.